# Sószékfürdő (Csíkkozmás)
Csíkkozmás délkeleti határában, a Nyerges-patak jobb oldali mellékvölgyében található a helyiek kedvelt népi fürdője, Sószékfürdő. 

## Leírása
A Csíki medence peremét határoló törésvonal mentén törnek fel Csíkkozmás ásványvizei. A helyiek a Nyerges-tető alatt található nagy vastartalmú Nyergesalji borvizet, valamint a Bojzás, Pataki, Tamás Anti borvizeket használták ivásra. Sószékfürdő a Nyerges-patak jobb oldali mellékvölgyében található, területén sós és szénsavas források törnek fel. A sós források, melynek vizét sóínséges időben a helyiek kenyérsütéshez, főzéshez használtak, betemetődtek, a szénsavas forrásra épült hajdani medence emlékét csak néhány fadarab őrizte a 2000-es évek elejéig. 2003-ban csíki civil szervezetek kezdeményezésére a helyiek egy kalákaépítő program keretében felújították a fürdőt. A szakemberek a számos önkéntes közreműködésével felújították a szénsavas forrást befoglaló medencét. A betemetett, már csak az öregek emlékezetében élő sós forrásokat kiásták, és három egyszemélyes ülőmedencét alakítottak ki körülöttük. A medencéket napozópallóval, fedett öltözőfülkével is ellátták. Érdekesség a méhkaptárra emlékeztető toalett. A fürdőn élő fűzépítményt készítettek a kalákázók, belsejében egy oltárnak szánt székely rovásírással feliratozott kővel, a kő körül kis ülőkékkel, hogy a betegek imádkozhassanak a gyógyulásért. 

## Jellegzetessége
A szénsavas medence forrása nátrium-kalcium-hidrogén-karbonát-klorid típusú víz. 
A sós forrás tiszta nátrium-kloridos típusú víz.

## Gyógyhatása
A szénsavas medence vize mozgásszervi és érrendszeri betegségekre javallott.
A sós medence vizét női bajok kezelésére ajánlják. 